# Lista de membros associados da Academia Brasileira de Ciências empossados em 1996
Esta lista contém os nomes dos membros associados da Academia Brasileira de Ciências empossados em 1996. 
A categoria de associados foi extinta na reforma estatutária ocorrida em 1999. Ambas as categorias titular e associado são de caráter vitalício. 
| Imagem | Nome                        | Datas de nascimento e falecimento | Local de nascimento | Área de especialização | Alma mater | Data de posse      | Conhecido por | Referências |
| ------ | --------------------------- | --------------------------------- | ------------------- | ---------------------- | ---------- | ------------------ | --- | ----------- |
|        | Celso Dal Ré Carneiro       | 03 de junho de 1951               |                     | Ciências da Terra      | USP        | 24 de maio de 1996 | Foi Editor Associado (1981-1983) e Editor-Chefe (19983-1989) da Revista Brasileira de Geociências e Editor Regional (1981-1983) de Ciências da Terra, publicações da Sociedade Brasileira de Geologia. | [ 3 ]       |
|        | Emanuel Ferraz Jardim de Sá | 25 de dezembro de 1951            |                     | Ciências da Terra      | UFPE       | 24 de maio de 1996 | | [ 4 ]       |
|        | José Osvaldo Previato       | 30 de março de 1949               |                     | Ciências Biomédicas    | UFRJ       | 24 de maio de 1996 | Foi orientado por Isaac Roitman e por Luiz R. Travassos. | [ 5 ]       |
|        | Maria Marques               | 07 de maio de 1924                | Jaguarão, RS        | Ciências Biomédicas    | UFRGS      | 24 de maio de 1996 | Trabalhou com Bernardo A. Houssay (Nobel de Fisiologia ou Medicina, 1947). Foi orientada por Paulo Sawaya.                                                                                             | [ 6 ]       |